# Окими
Окими (яп. 大君, 大王 О:кими, «великий ван», «великий правитель») — титул правителя (вана) в древней Японии и государстве Ямато до утверждения титула Император Японии.

## История
Титулом окими обозначали правителей древней Японии V—VI веков. Историки считают, что в V веке его могли носить вожди племенных прото-государственных или государственных образований разных районов Японского архипелага — Киби, Идзумо, Ямато и других, но с VI века и далее этот титул закрепился именно за правителями государства Ямато. В VII веке он впервые начал употребляться с приставкой «ямато» как ямато окими (яп. 大和大王) — «великий ван Ямато» — для обозначения Императора Японии.
Старейшим доказательством существования титула считается железный меч с надписью, содержащей иероглифы «大王». Он был изготовлен в 471 или 531 году, о чём указывает год «железного кабана», изображённый на лезвии. Этот меч нашли в 1978 году во время раскопок кургана Инарияма в префектуре Сайтама. Хотя между учёными не существует единого мнения в интерпретации того, или этот титул обозначал монарха тогдашнего государства Ямато, или правителя другого государственного образования, данный меч остаётся наиболее ранней памяткой использования самого титула окими. Последний встречается и на других археологических памятниках позднейших эпох, преимущественно мечах и каменных изделиях с надписями.
Титул окими или ямато окими был изменён на тэнно — Император Японии — в VII веке. Одна часть историков предполагает, что эта замена имела место во время правления Императрицы Суйко, другая часть — во время правления Императора Тэмму. Несмотря на эту реформу, термин окими продолжал употребляться как синоним титула императора в исторической хронике «Анналы Японии», поэтическом сборнике «Манъёсю» и разнообразных рассказах об учреждении буддийских храмов и монастырей Японии.